# Оттерсберг
Оттерсберг (нем. Ottersberg) — община в Германии, в земле Нижняя Саксония.
Входит в состав района Ферден. Население составляет 12 055 человек (на 31 декабря 2010 года). Занимает площадь 99,03 км².